# Гильом II (виконт Беарна)
Гильом II де Монкада (фр. Guillaume II de Montcada, кат. Guillem II de Montcada; ок. 1185 — 12 сентября 1229) — виконт Беарна, Габардана и Брюлуа, сеньор Монкада с 1224, барон Кастельви-де-Росанес с 1227, сын виконта Гильома Раймона I и Гильемы де Кастельвьель.
Гильом принимал активное участие в арагонской политике, занимая видное положение при королевском дворе, при малолетстве короля Хайме I входил в состав регентского совета. Смерть отца принесла ему титул виконта Беарна. 
Когда в 1229 году король Хайме I начал завоевание Балеарских островов, Гильом принял участие в высадке на Мальорке, где и погиб.

## Биография
Впервые Гильом упоминается в 1202 году при дворе короля Арагона Педро II в Монпелье. Отец Гильома, Гильом Рамон де Монкада, находился в изгнании из-за убийства архиепископа Таррагоны. Поэтому именно Гильом представлял интересы своего дома при королевском дворе. Он спорил с епископом Вика за контроль над городом Вик, из-за чего епископ наложил на Гильома кратковременное отлучение, которое было снято в 1210 году.
С 1212 года Гильом занял видное положение при дворе. Хотя он не принимал участия в битве при Мюре в 1213 году, в которой погиб король Педро II, но Гильом находился в армии, возглавляемой графом Нуно Санчесом, которая с направлялась на помощь королю, но не успела добраться до места битвы.
После гибели Педро его наследник, Хайме I, был мал. За него управлял регентский совет под управлением графа Руссильона и Сердани Санчо, дядя покойного короля Педро II, вместе с сыном Нуно Санчесом. Вошёл в состав регентского совета и Гильом. В апреле 1214 года он в составе каталонцев помог освободить Хайме из рук Симона де Монфора в Нарбонны.
В 1214 году из изгнания вернулся отец Гильома, Гильом Раймон, унаследовавший после смерти бездетного брата Гастона VI виконтства Беарн, Габардан и Брюлуа. В результате Гильом был вынужден разделить положение в регентском совете с отцом.
С июня 1219 года Гильом занимал должность прокурора. В 1222 году он устроил брак молодого короля Хайме I с Элеонорой Кастильской. Но летом 1223 года он поссорился с Нуно Санчесом, которого поддержал Хайме I, в результате чего Гильом лишился своего положения при дворе. В сентябре 1223 года королевская армия в течение 3 месяцев осаждала его в замке Монкада, однако захватить его не смогла.
В результате Гильом перебрался в Прованс, где заключил союз с графом Раймундом Беренгером IV (на сестре которого, Гарсенде, он женился) и графом Тибо IV Шампанским. Но в июне 1224 года он вернулся в Каталонию и помирился с Хайме I и Нуно Санчесом.
В том же 1224 году умер его отец, виконт Гильома Раймон, в результате чего Гильом унаследовал все его владения, включая Беарн, Габардан, Брюлуа и сеньорию Монкада.
В 1226 году Гильом воевал с родом Кордона, в результате чего был вынужден вмешаться король. В сентябре 1228 года Гильом вернулся в королевское окружение и участвовал в свержении графа Урхеля Журо IV де Кабрера.
В 1228 году Гильом ненадолго отправился в Капсью, где принёс оммаж королю Англии за свои гасконские владения, включая Марсан, Брюлуа, Оз и Мансье. После этого он вернулся в Каталонию.
В 1229 году король Хайме I начал завоевание Балеарских островов. В составе армии, высадившейся на Мальорке, был и Гильом. 2 сентября 1229 года в битве при Портопи (около Серра де на Бургуэса) он вместе с двоюродным братом Рамоном II де Монкада возглавлял первую линию борьбы с мавританской армии и погиб в бою. Похоронили его в королевском монастыре Санта-Мария-де-Сантес-Креус.
Владения Гильома унаследовал единственный малолетний сын Гастон VII под регентством матери.

## Брак и дети
Жена: с февраля 1223 Гарсенда Прованская (ум. после 1264), дочь графа Прованса Альфонса II и графини Форкалькье Гарсенды II де Сабран. Дети:
- Гастон VII (1225 — 26 апреля 1290), виконт Беарна, Габардана и Брюлуа, сеньор Монкада и барон Кастельви-де-Росанес с 1229
- Констанция Беарнская; муж: дон Диего Лопес III де Аро (ум. 4 октября 1254), сеньор Соберано-де-Бискайя и де Аро
- (?) Рамона де Монкада; муж: Журо V (ум. ок. 1242), сеньор де Кабрера, виконт Жероны и Ажера